# 平川清風
平川 清風（ひらかわ せいふう、1891年4月7日 - 1940年2月2日）は、日本のジャーナリスト。父は漢学者の平川清音。

## 人物
熊本県熊本市出身。1908年熊本県立熊本中学校卒業。1911年旧制第五高等学校卒業。1914年東京帝国大学法学部政治学科卒業。大阪毎日新聞社に入社し、上海特派員、整理部長、社会部長などを歴任する。1938年常務取締役、編集主幹となる。
1940年2月2日死去。

## 著書
- 『支那共和史』
- 『清風書簡集』

| スタブアイコン | サブスタブ | この項目は、まだ閲覧者の調べものの参照としては役立たない、人物に関連した書きかけの項目です。この項目を加筆・訂正などしてくださる協力者を求めています（P:人物伝/PJ:人物伝）。 |